# Draga Lukovdolska
Draga Lukovdolska je naselje u Hrvatskoj u sastavu Grada Vrbovskog. Nalazi se u Primorsko-goranskoj županiji.

## Zemljopis
Jugozapadno su Vučnik i Nadvučnik, sjeverozapadno su Podvučnik, Dolenci, Lukovdol i Rtić, sjeveroistočno je rijeka Kupa i preko nje u Sloveniji Dalnje Njive te u Hrvatskoj Severin na Kupi, jugoistočno su Močile i Smišljak.

## Stanovništvo
| broj stanovnika | 133   | 118   | 138   | 131   | 93    | 74    | 74    | 72    | 69    | 64    | 54    | 45    | 46    | 38    | 24    | 19    | 18    |
|                 | 1857. | 1869. | 1880. | 1890. | 1900. | 1910. | 1921. | 1931. | 1948. | 1953. | 1961. | 1971. | 1981. | 1991. | 2001. | 2011. | 2021. |